# 津田浜之町
津田浜之町（つだはまのちょう）は、徳島県徳島市の町名。津田地区に属している。郵便番号は〒770-8005。
- 人口：329人（2025年1月。徳島市の調査より）
- 世帯数：201世帯（同上）

## 地理

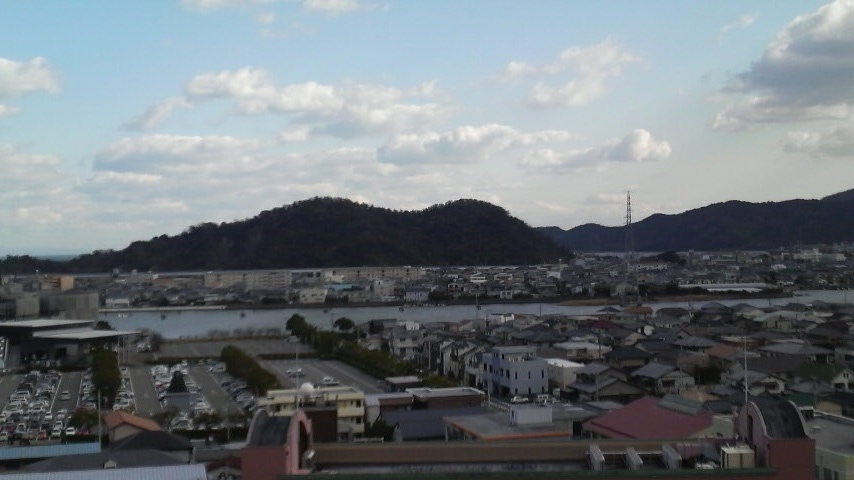
津田山

徳島市の東部に位置し、北は園瀬川に面し、標高77.8mの津田山の北側に位置する。津田橋を渡って徳島県道120号徳島小松島線（旧国道55号）が地内に入り、川沿いを東西に走る。西境には徳島県道29号徳島環状線が通る。

### 山岳
- 津田山

### 河川
- 園瀬川

## 歴史
元は新浜町・津田町の各一部で、昭和39年に現在の町名となった。

## 交通

### 道路
都道府県道
- 徳島県道29号徳島環状線
- 徳島県道120号徳島小松島線

### バス
JR徳島駅前より徳島市営バス津田・オーシャンフェリー行きを利用。